# 바바볜
바바볜(파파변, 중국어 간체자: 巴巴变, 병음: Bābā biàn)은 중화인민공화국의 사진 호스팅 웹사이트다. 2005년에 세워졌으며 한 달에 30메가바이트의 트래픽을 무료로 준다.